# 麻丘乃愛
麻丘 乃愛（まおか のあ、9月13日 - ）は、元宝塚歌劇団星組娘役。
埼玉県戸田市、日本大学豊山女子高校出身。身長162cm。愛称は「まおか」。

## 来歴
2016年4月、宝塚音楽学校入学。
2018年4月、宝塚歌劇団に104期生として入団。入団時の成績は23番。星組宝塚大劇場公演『ANOTHER WORLD／Killer Rouge』で初舞台。
2022年9月19日、『ベアタ・ベアトリクス』宝塚バウホール公演千秋楽をもって、宝塚歌劇団を退団。

## 主な舞台

### 初舞台公演
- 2018年4月～6月、 『ANOTHER WORLD／Killer Rouge』（宝塚大劇場）

### 星組配属後
- 2018年6月～7月、『ANOTHER WORLD／Killer Rouge』（東京宝塚劇場）
- 2019年1月～3月、『霧深きエルベのほとり／ESTRELLAS～星たち～』[3]
- 2019年7～10月、『GOD OF STARS -食聖-／Éclair Brillant（エクレール ブリアン）』新人公演：Yuri（本役：水乃ゆり）
- 2019年11～12月、『ロックオペラ モーツァルト』（梅田芸術劇場・東京建物 Brillia HALL）
- 2020年2～3月、『眩耀の谷〜舞い降りた新星〜／Ray-星の光線-』（宝塚大劇場）
- 2020年7～9月、『眩耀の谷〜舞い降りた新星〜／Ray-星の光線-』（東京宝塚劇場）
- 2020年12月、『シラノ・ド・ベルジュラック』（ドラマシティ）使用人
- 2021年2～5月、『ロミオとジュリエット』
- 2021年7月、『マノン』（バウホール・KAAT神奈川芸術劇場）
- 2021年9～12月、『柳生忍法帖／モアー・ダンディズム!』新人公演：さくら（本役：紫りら）
- 2022年2月、『王家に捧ぐ歌』（御園座）アルバア
- 2022年4～7月、『めぐり会いは再び next generation -真夜中の依頼人（ミッドナイト・ガールフレンド）-／Gran Cantante（グラン カンタンテ）!!』プリンセス・コリーヌ、新人公演：スピカ（本役：彩園ひな）
- 2022年9月、『ベアタ・ベアトリクス』（バウホール）クリスティーナ・ロセッティ　退団公演

## 出演イベント
- 2019年4月、「中山寺　無縁経大会式」